# Justicia guianensis
Justicia guianensis là một loài thực vật có hoa trong họ Ô rô. Loài này được (N.E.Br.) Wassh. mô tả khoa học lần đầu tiên vào năm 1990.